# Élections communales de 2016 à Francfort-sur-le-Main
 Les élections communales de 2016 à Francfort-sur-le-Main se sont déroulées le 6 mars 2016 dans le but d'élire les 93 membres composant son conseil communal.
La CDU reste le plus grand parti de la ville, bien qu'en baisse. Elle est suivie par le SPD avec 24 % des voix et les Verts avec 15 % des suffrages, en forte baisse.
L'AfD se positionne quatrième avec 9 % des voix, pour sa première participation à cette élection. 

## Résultats
|                           |                                              |            |      |      |        |               |
| Parti                     | Parti                                        | Voix       | %    | +/-  | Sièges | +/-           |
|                           | Union chrétienne-démocrate d'Allemagne (CDU) | 4 075 690  | 24,1 | 6,4  | 22     | 6             |
|                           | Parti social-démocrate d'Allemagne (SPD)     | 4 023 354  | 23,8 | 2,5  | 22     | 2             |
|                           | Alliance 90 / Les Verts (Grünen)             | 2 583 267  | 15,3 | 10,5 | 14     | 10            |
|                           | Alternative pour l'Allemagne (AfD)           | 1 508 851  | 8,9  | Nv.  | 8      | 8             |
|                           | Die Linke                                    | 1 356 066  | 8,0  | 2,6  | 8      | 3             |
|                           | Parti libéral-démocrate (FDP)                | 1 273 458  | 7,5  | 3,6  | 7      | 3             |
|                           | Citoyens pour Francfort                      | 461 066    | 2,7  | 1,1  | 3      | 1             |
|                           | Gauche écologiste                            | 359 529    | 2,1  | 0,9  | 2      | 1             |
|                           | Autres                                       | 359 529    | 7,6  | -    | 7      | -             |
|                           |                                              |            |      |      |        |               |
| Suffrages exprimés        | Suffrages exprimés                           | 16 908 244 | 95,8 |      |        |               |
| Votes blancs et invalides | Votes blancs et invalides                    | 8 192      | 4,2  |      |        |               |
| Total                     | Total                                        | 198 770    | 100  | -    | 93     | en stagnation |
| Abstentions               | Abstentions                                  | 306 337    | 61,0 |      |        |               |
| Inscrits / participation  | Inscrits / participation                     | 502 107    | 39,0 |      |        |               |